# Giovanni da Chio
Giovanni da Chio (fl. XII secolo) è stato un presbitero italiano, che legò il suo nome all'assedio di Ancona del 1173.

## Storia

### La premessa
Nel 1173 la Repubblica di Ancona, al tempo Repubblica marinara, era stata posta sotto assedio da parte delle forze incrociate dell'imperatore Federico Barbarossa (tramite l'arcivescovo di Magonza Cristiano di Buch), che voleva sottomettere tutte le città italiane restie ad accettare il suo dominio, e della Repubblica di Venezia, che voleva liberarsi della sua principale avversaria nei traffici nell'Adriatico o più in generale con il mondo orientale. In particolare, la città di Ancona si era dichiarata diverse volte indipendente e fedele all'imperatore di Bisanzio Manuele Comneno, riuscendo a più riprese a resistere ai tentativi germanici di conquistare la città, prima nel 1137 e poi nel 1167.

### Le gesta eroiche
Nonostante quindi la Repubblica di Ancona aveva schierate contro di sé le maggiori forze militari dell'epoca, riuscì inaspettatamente a difendersi grazie alla tenacia dei suoi cittadini, in particolare un importante ruolo svolsero le imprese di Stamira e del sacerdote Giovanni da Chio. Assediato via terra, ma soprattutto via mare, il popolo anconetano era stremato dai continui attacchi di sette galee veneziane: durante una bufera, il religioso si gettò dal porto nel mare in tempesta con lo scopo di tagliare l'ancoraggio di una nave nemica per provocarne la dispersione, bersagliato dai colpi nemici.
Così racconta Boncompagno da Signa in una cronaca intitolata De obsidione Anconae: «Prete Giovanni, canonico anconetano, sedendo un giorno poco lungi dal mare, volgeva in mente se potesse danneggiare il nemico e fare onore alla città. Era uomo nerboruto, forte e audace. Avvicinatosi al porto si spogliò […], si gettò di repente in mare e nuotando con una scure nella mano, pervenne al canapo che, per l'un capo, assicurava da prora la nave di Romano Marano [comandante veneziano] e, per l'altro, l'ancora gettata nel porto e incominciò a recidere. […] Coloro i quali erano sulla nave, accortisi di quanto il prete faceva, incominciarono a saettarlo con archi e balestre, ma egli subito sommergevasi sottoacqua, ricomparendo poi come un delfino e con successivi colpi stroncò la gomena principale, onde le corde minori si ruppero da sé. […] Il prete ritornò nuotando alla riva, molto schernendo da lì i Veneziani. La sua temeraria impresa, pur non provocando l'immediato affondamento della nave, ebbe un enorme effetto emulativo sui suoi concittadini, i quali vedendo l'audacia del prete, per l'occasione propizia del tempestoso accavallarsi delle onde, provocarono i Veneziani a battaglia e […] dalla parte più sicura del porto, respinsero fuori sette galee nemiche, le quali poi, dalla acerbità dei venti sospinte nella rupe, si spezzarono». Perciò il gesto del sacerdote riuscì a provocare gravi perdite ai veneziani, cosa che permise ad alcuni anconetani di richiedere l'aiuto di Guglielmo Marcheselli, signore di Ferrara, e di Aldruda Frangipane, contessa di Bertinoro, i quali dopo alcuni messi liberarono definitivamente la città dagli assedianti.

## L'opera ispirata
Le gesta del sacerdote ispirarono il pittore Francesco Podesti alla realizzazione del dipinto Giovanni di Chio durante l'assedio di Ancona, realizzato nell'epoca delle lotte indipendentiste italiane e dal chiaro intento patriottico. L'opera, realizzata tra il 1875 e il 1899, è conservata nel Museo della città di Ancona.